# Angstrem
Ángstrem (izvorno ångström, uradni mednarodni simbol Å; IPA-izgovarjava po švedsko [ˈɔ̀ŋstrœm]) je enota za merjenje dolžine, ki je enaka 1/10.000 mm, 10−10 m, 0,1 nm ali 100 pm. Imenuje se po švedskem astronomu in fiziku Andersu Jonasu Ångströmu, enemu od utemeljiteljev spektroskopije. Enoto včasih uporabljajo za merjenje velikosti atomov, katerih polmeri so med 0,25 in 3 Å. Za seznam predmetov velikosti od 1 do 10 Å glej 1 E-10 m. Velikost atomov fosforja, žvepla in klora je npr. 1 Å, vodikovega atoma pa 0,25 Å.
Mednarodni sistem enot priporoča nadomestitev te enote s primernimi enotami, kot sta nm in pm.

## Zgodovina
Anders Jonas Ångström je bil eden od pionirjev spektroskopije. Znan je tudi po raziskavah na področju astrofizike, prenosa toplote, zemeljskega magnetizma in polarnega sija.
Leta 1852 je v delu Optiska undersökningar, formuliral absorpcijski zakon, ki se je kasneje dopolnil, in je sedaj znan kot Kirchhoffov zakon (toplotnega) sevanja.
V letu 1868 je Ångström izdelal karto spektra Sončevega sevanja, kjer so bile valovne dolžine elektromagnetnega sevanja v elektromagnetnem spektru izražene z mnogokratniki 10-milijonink milimetra (ali 10−7 mm.) Ker je človeško oko občutljivo na valovne dolžine od približno 4000 do 7000 Å, kar se običajno imenuje vidna svetloba, je izbira takšne enote omogočila dovolj točne meritve valovnih dolžin vidne svetlobe brez rabe ulomljenih števil. Enota se je potem razširila v druge znanosti, ki so se ukvarjale s strukturami na nivoju atomov.
Čeprav naj bi enota odgovarjala 10−10 metra, jo je bilo treba točneje definirati od metra, ki je bil do leta 1960 še vedno definiran na podlagi dolžine prametra, hranjenega v Parizu. Zaradi rabe kovinskih palic je bila zgodnja vrednost ångströma napačna za približno 1/6000. Ångström je bil previden s standardno palico, ki jo je rabil, glede na standardno v Parizu. Tresca je poročal, da je bila precej krajša in Ångströmovi popravljeni rezultati so imeli večjo napako od nepopravljenih.:47
Mednarodna astronomska zveza (IAU) je leta 1907 definirala mednarodni ångström z valovno dolžino rdeče črte kadmija v ozračju, ki je enaka 6438,46963 mednarodnih ångströmov. To definicijo je leta 1927 odobril Mednarodni urad za uteži in mere (BIPM). Med letoma 1927 in 1960 je bil ångström sekundarna enota za dolžino v rabi v spektroskopiji, definiran ločeno od metra. Leta 1960 so meter na novo spektroskopsko definirali, ångström pa je bil definiran točno 0,1 nanometra.